# Systoechus flavospinosus
Systoechus flavospinosus är en tvåvingeart som beskrevs av Enrico Adelelmo Brunetti 1920. Systoechus flavospinosus ingår i släktet Systoechus och familjen svävflugor.
Artens utbredningsområde är Myanmar. Inga underarter finns listade i Catalogue of Life.